# (6923) Borzacchini
(6923) Borzacchini  es un asteroide perteneciente al cinturón de asteroides, descubierto el 16 de septiembre de 1993 por Antonio Vagnozzi desde el Observatorio Astronómico de Santa Lucia di Stroncone, en Italia.

## Designación y nombre
Borzachini se designó inicialmente como 1993 SD.
Más adelante fue nombrado en honor al piloto automovilístico italiano Baconin Borzacchini (1898-1933).

## Características orbitales
Borzacchini orbita a una distancia media del Sol de 2,9926 ua, pudiendo acercarse hasta 2,7719 ua y alejarse hasta 3,2133 ua. Tiene una excentricidad de 0,0737 y una inclinación orbital de 10,5399° grados. Emplea en completar una órbita alrededor del Sol 1890 días.

## Características físicas
Su magnitud absoluta es 13,8. Tiene 6,759 km de diámetro. Su albedo se estima en 0,140.